# Cupido hellotia
Cupido hellotia är en fjärilsart som beskrevs av Ménétriés 1857. Cupido hellotia ingår i släktet Cupido och familjen juvelvingar. Inga underarter finns listade i Catalogue of Life.